# Roland Moser
Roland Moser (Vaduz, 19 de septiembre de 1962) es un exfutbolista liechtensteiniano. Se desempeñaba en posición de centrocampista.

## Selección nacional
Fue internacional con la Selección de fútbol de Liechtenstein en nueve ocasiones entre 1993 y 1995.

## Clubes
| Club              | País          | Año         |
| ----------------- | ------------- | ----------- |
| Vaduz             | Liechtenstein | 1980 - 1981 |
| Altstetten Zürich | Suiza         | 1981 - 1982 |
| USV Eschen/Mauren | Suiza         | 1993 - 1996 |

## Palmarés

### Campeonatos nacionales
| Título                | Club  | País          | Año  |
| --------------------- | ----- | ------------- | ---- |
| Copa de Liechtenstein | Vaduz | Liechtenstein | 1980 |